# Cunnawarra-Nationalpark
Der Cunnawarra-Nationalpark ist ein Nationalpark im Nordosten des australischen Bundesstaates New South Wales, 565 km nördlich von Sydney und 80 km östlich von Armidale. Der 25 km lange Styx River Forest Way verläuft von der Point Lookout Road durch den Park bis zur Kempsey Road. Der New-England-Nationalpark grenzt im Nordwesten an den Cunnawarra-Nationalpark an, der Oxley-Wild-Rivers-Nationalpark an der Südecke.
Das Gebiet des Parks gehört seit 1986 zum UNESCO-Weltnaturerbe der Gondwana-Regenwälder Australiens und wurde 2007 in die Liste des Australischen Naturerbes eingetragen.